# Lista över öar i Danmark
Lista över Danmarks 73 bebodda öar (ej inkluderat Grönland och Färöarna) i ordning efter antalet invånare 1 januari 2020. Öar som tidigare har varit bebodda och listas av Danmarks statistik redovisas separat.
1. Själland - 2 541 972
2. Fyn - 469 947
3. Vendsyssel-Thy - 294 424
4. Amager - 209 462
5. Lolland - 58 759
6. Als - 49 476
7. Falster - 42 451
8. Bornholm - 39 499
9. Mors - 20 217
10. Langeland - 12 280
11. Møn - 9 235
12. Tåsinge - 6 213
13. Ærø - 5 956
14. Samsø - 3 657
15. Thurø - 3 545
16. Fanø - 3 488
17. Læsø - 1 786
18. Bogø - 1 186
19. Orø - 951
20. Fur - 767
21. Rømø - 559
22. Fejø + Skalø - 460
23. Enø - 411
24. Jegindø - 389
25. Sejerø - 342
26. Strynø - 197
27. Agersø - 186
28. Venø - 178
29. Omø - 166
30. Masnedø - 161
31. Endelave - 155
32. Alrø - 150
33. Aarø - 144
34. Anholt - 138
35. Hjarnø - 113
36. Femø - 110
37. Tunø - 105
38. Avernakø - 97
39. Ertholmene (Christiansø + Frederiksø) - 84
40. Lyø - 81
41. Drejø - 70
42. Glænø - 42
43. Egholm - 40 (i Limfjorden)
44. Mandø - 38
45. Askø - 37
46. Gavnø - 35
47. Nyord - 34
48. Agerø - 30
49. Skarø - 30
50. Bågø - 29
51. Bjørnø - 26
52. Slotsholmen - 18
53. Nekselø - 16
54. Barsø - 15
55. Siø - 14
56. Livø - 10
57. Birkholm - 8
58. Kalvø - 8
59. Hjortø - 7
60. Eskilsø - 6
61. Lilleø - 6
62. Farø - 4
63. Langø - 4
64. Tornø - 4
65. Trekroner - 4
66. Vejrø - 4
67. Klaus Nars holm - 2
68. Saltholm - 2
69. Frederiksø - 1
70. Fænø - 1
71. Hirsholm - 1
72. Store Okseø - 1
73. Vorsø - 1

## Tidigare bebodda öar
- Region Själland: Dybsø, Egholm, Hesselø, Lindholm, Musholm, Sprogø
- Region Nordjylland: Albuen, Barneholm, Enehøje, Hyllekrog, Rågø, Slotø, Vejlø
- Region Midtjylland: Hindø, Hjelm, Langli, Spirholm
- Region Syddanmark: Brandsø, Dræet, Ejlinge, Halmø, Hjelmshoved, Illumø, Romsø, Store Svelmø, Torø, Vigelsø, Æbelø